# This Island (álbum)
This Island é o terceiro álbum de estúdio da banda feminista nova-iorquina de electro, Le Tigre, lançado em 2004.

## Faixas
1. "On The Verge" – 3:31
2. "Seconds" – 1:45
3. "Don't Drink Poison" – 2:49
4. "After Dark" – 3:39
5. "Nanny Nanny Boo Boo" - 3:35
6. "TKO" – 3:24
7. "Tell You Now" – 3:33
8. "New Kicks" – 3:34
9. "Viz" – 3:34
10. "This Island" – 3:23
11. "I'm So Excited" (Lawrence, Pointer, Pointer, Pointer) – 3:49
12. "Sixteen" – 3:25
13. "Punker Plus" – 2:10
14. "Nanny Nanny Boo Boo" (Arthur Baker vs Coleman & Spencer Smashter mix) – 3:54 (faixa bónus RU)